# Bão Katrina (2005)
Bão Katrina là cơn bão thứ 11 được đặt tên và bão cuồng phong thứ năm mùa bão Bắc Đại Tây Dương 2005. Katrina là cơn bão gây thiệt hại vật chất khá lớn, và thiệt hại nhân mạng nhiều thứ 5 trong lịch sử nước Mỹ. Bên cạnh đó, Katrina còn là xoáy thuận nhiệt đới mạnh thứ ba từng đổ bộ vào quốc gia này, sau hai cơn bão Labor Day 1935 và Camile năm 1969. Tổng cộng đã có ít nhất 1.833 người thiệt mạng, khiến Katrina trở thành cơn bão chết chóc nhất tại Hoa Kỳ kể từ bão Okeechobee 1928. Tổng thiệt hại vật chất ước tính lên tới 108 tỉ USD (2005 USD), gần gấp 4 lần cơn bão Andrew năm 1992. Sau này, bão Ike năm 2008 và Sandy 2012 cũng đã gây nhiều tổn thất hơn Andrew, nhưng cả hai đều còn kém xa Katrina.
Bão Katrina có nguồn gốc từ sự tương tác giữa một sóng đông và những tàn dư của áp thấp nhiệt đới Ten trên vùng Bahamas vào ngày 23 tháng 8. Sang sáng sớm ngày hôm sau, áp thấp nhiệt đới mới hình thành đã mạnh lên thành bão nhiệt đới Katrina. Hệ thống di chuyển chủ yếu về phía Tây hướng đến Florida và mạnh lên thành một cơn bão cuồng phong chỉ sau hai giờ trước khi nó đổ bộ lên thành phố Hallandale Beach và Aventura trong ngày 25. Sau khi suy yếu trong một khoảng thời gian rất ngắn, vào ngày 26 tháng 8, Katrina tiến vào vịnh Mexico và bắt đầu tăng cường mạnh mẽ. Cơn bão đã mạnh lên đạt đến cấp 5 trong thang bão Saffir-Simpson trên vùng nước ấm ngoài khơi vịnh Mexico, nhưng sau đó nó đã suy yếu xuống thành bão cấp 3 khi nó đổ bộ lần thứ hai lên vùng Đông Nam Louisiana trong ngày 29 tháng 8.
Katrina đã tàn phá nặng nề vùng duyên hải vịnh Mexico từ Trung Florida cho đến Texas, phần lớn thiệt hại là do sóng biển dâng. Tổn thất nhân mạng nghiêm trọng nhất là tại New Orleans, Louisiana, đây là những nơi đã xảy ra ngập lụt khi mà hệ thống đê bị tàn phá thảm khốc, tại rất nhiều địa điểm hàng giờ sau khi cơn bão đi vào trong đất liền. Cuối cùng 80% thành phố và những khu vực rộng xung quanh đã bị ngập, và tình trạng này vẫn còn duy trì trong nhiều tuần. Thiệt hại vật chất lớn nhất xảy ra tại các vùng ven biển, như những thị trấn bên bờ biển Mississippi; hơn 90% các khu vực này cũng đã bị ngập. Tàu thuyền, xe cộ và nhà cửa bị đẩy vào trong đất liền; nước biển thì đã lấn sâu 10–19 km (6-12 dặm) từ đường bờ biển.
Sự thất bại của hệ thống bảo vệ bão tại New Orleans được xem là thảm họa công trình dân dụng tồi tệ nhất trong lịch sử nước Mỹ và nó đã thúc đẩy một vụ kiện chống lại Công binh Lục quân Hoa Kỳ (USACE), những nhà thiết kế và xây dựng hệ thống đê bắt buộc bởi Đạo luật Kiểm soát Lũ lụt 1965. Trách nhiệm cho sự thất bại và lũ lụt được gán thẳng cho Lục quân vào tháng 1 năm 2008 bởi luật sư Stanwood Duval, tòa án địa phương Hoa Kỳ, nhưng cơ quan liên bang không chịu trách nhiệm về tài chính vì quyền miễn tố trong Đạo luật Kiểm soát Lũ lụt 1928. Đã có một cuộc điều tra về những phản ứng từ liên bang, tiểu bang và các chính quyền địa phương, dẫn đến sự từ chức của giám đốc Cơ quan Quản lý Khẩn cấp Liên bang (FEMA) Michael D. Brown và giám đốc Sở Cảnh sát New Orleans (NOPD) Eddie Compass. Ngoài ra còn rất nhiều những quan chức chính phủ đã bị chỉ trích vì những phản ứng của họ, đặc biệt là Thị trưởng New Orleans Ray Nagin, Thống đốc Louisiana Kathleen Blanco, và Tổng thống George W. Bush.
Một vài cơ quan bao gồm Tuần duyên Hoa Kỳ (USCG), Trung tâm Bão Quốc gia (NHC), và Cơ quan Thời tiết Quốc gia đã được ngợi khen. Họ cung cấp những dự báo theo dõi chính xác về cơn bão với những khoảng thời gian đầy đủ và hợp lý.

## Lịch sử khí tượng
Bão Katrina phát triển từ áp thấp nhiệt đới 12L trên vùng Đông Nam Bahamas vào ngày 23 tháng 8 năm 2005, kết quả từ sự tương tác giữa một sóng đông và những tàn dư của áp thấp nhiệt đới Ten. Hệ thống dần mạnh lên thành bão nhiệt đới Katrina vào sáng sớm ngày 24 tháng 8. Cơn bão di chuyển hướng đến Florida, và đạt cấp độ bão cuồng phong chỉ hai giờ trước khi nó đổ bộ vào địa điểm giữa Hallandale Beach và Aventura trong sáng sớm ngày 25 tháng 8. Katrina suy yếu trên đất liền, nhưng đã mạnh trở lại thành bão cuồng phong chỉ một giờ sau khi đi vào vịnh Mexico, và nó tiếp tục mạnh thêm trên vùng nước ngoài khơi. Vào ngày 27 tháng 8, Katrina đạt cấp độ 3 trong thang bão Saffir-Simpson, trở thành cơn bão lớn thứ ba của mùa bão. Sau đó, một chu trình thay thế thành mắt bão làm gián đoạn quá trình tăng cường độ, nhưng đã giúp cơn bão tăng kích thước lên gần gấp đôi. Trên vịnh Mexico, Katrina tăng cường mạnh mẽ, từ bão cấp 3 lên thành bão cấp 5 chỉ trong vòng 9 tiếng. Nguyên nhân giúp Katrina mạnh lên rất nhanh là nhờ nhiệt độ nước biển trên bề mặt của dòng lặp trong vịnh ấm bất thường.

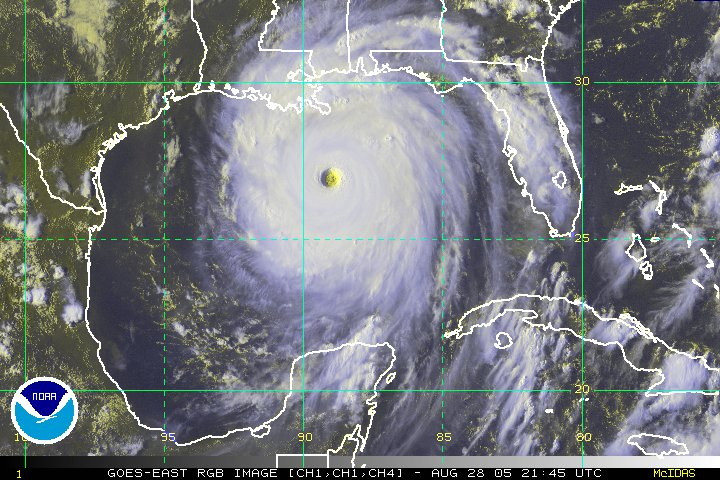
Katrina trong ngày 28 tháng 8, gần duyên hải vịnh Mexico.

Trong sáng sớm ngày 28 tháng 8 Katrina mạnh lên thành bão cấp 5 và đạt đỉnh vào thời điểm 18.00 UTC cùng ngày, với vận tốc gió duy trì liên tục trong một phút tối đa 175 dặm/giờ (280 km/giờ) và áp suất trung tâm tối thiểu 902 mbar (26,6 inHg). Trị số áp suất đo được này giúp Katrina trở thành cơn bão Đại Tây Dương mạnh thứ tư từng được ghi nhận trong lịch sử vào thời điểm đó; đồng thời là cơn bão mạnh nhất từng ghi nhận được trên vịnh Mexico. Tuy nhiên, vị trí thứ 4 đã bị đẩy lùi xuống thứ 6 bởi bão Rita và bão Wilma sau này trong mùa bão; và kỷ lục bão mạnh nhất trên vịnh Mexico cũng bị phá vỡ bởi Rita. Tiếp theo Katrina suy yếu và đổ bộ lên địa điểm gần Buras-Triumph, Louisiana vào thời điểm 1110 UTC ngày 29 tháng 8 với cường độ bão cấp 3 cùng vận tốc gió 125 dặm/giờ (200 km/giờ). Tại thời điểm đổ bộ, trường gió bão cuồng phong (≥ 75 dặm/giờ) trải rộng 120 dặm (190 km) từ tâm bão ra phía ngoài, áp suất tối thiểu khi đó là 920 mbar (27 inHg). Sau khi di chuyển qua vùng Đông Nam Louisiana và eo Breton, cơn bão đổ bộ lần thứ ba gần biên giới Louisiana–Mississippi với vận tốc gió 120 dặm/giờ (190 km/giờ), vẫn ở cường độ bão cấp 3. Katrina đã duy trì cường độ ổn định khi tiến vào Mississippi, cuối cùng suy yếu thành bão nhiệt đới trên khu vực gần Meridian, Mississippi khi đã đi sâu được 150 dặm (240 km) vào trong đất liền. Katrina tiếp tục giảm cấp xuống còn áp thấp nhiệt đới trên khu vực gần Clarksville, Tennessee, nhưng những tàn dư của nó có thể nhận ra lần cuối cùng trên vùng Đông Ngũ Đại Hồ trong ngày 31 tháng 8, thời điểm mà nó bị hấp thụ bởi một front lạnh. Kết quả tạo ra một cơn bão ngoại nhiệt đới di chuyển nhanh chóng theo hướng Đông Bắc và tác động đến vùng miền Đông Canada.

## Chuẩn bị

### Chính quyền Liên bang

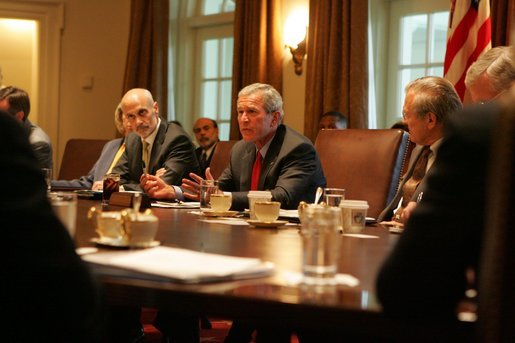
Tổng thống George W. Bush (giữa), Bộ trưởng An ninh Nội địa Michael Chertoff (trái) và Bộ trưởng Bộ Quốc phòng Donald Rumsfeld gặp mặt các thành viên của Lực lượng Đặc nhiệm Nhà Trắng khắc phục hậu quả bão Katrina, tại Phòng Nội các vào ngày 31 tháng 8 năm 2005.

Lực lượng Tuần duyên Hoa Kỳ đã bắt đầu định vị trước một vòng tròn xung quanh khu vực tác động dự kiến và huy động hơn 400 quân nhân dự bị. Vào ngày 27 tháng 8, họ sơ tán tất cả nhân viên ra khỏi vùng New Orleans trước khi có lệnh di tản bắt buộc. Những đội bay từ Trung tâm Huấn luyện Hàng không lưu động cũng tổ chức những chiếc máy bay cứu hộ từ Texas đến Florida. Tất cả máy bay đều hướng đến vịnh Mexico vào chiều ngày 29 tháng 8. Những phi đội bay, nhiều người trong số họ đã mất nhà cửa trong cơn bão, bắt đầu những hoạt động cứu trợ bất kể ngày đêm tại New Orleans, và dọc theo vùng duyên hải Mississippi và Alabama.
Tổng thống Hoa Kỳ George W. Bush đã tuyên bố tình trạng khẩn cấp tại các khu vực Louisiana, Alabama và Mississippi trong ngày 27 tháng 8. "Trong ngày Chủ nhật, 28 tháng 8, Tổng thống Bush đã trao đổi với Thống đốc Blanco và khuyến khích bà đề ra lệnh di tản bắt buộc tại New Orleans." Tuy nhiên, trong lời dẫn chứng của cựu giám đốc Cơ quan Quản lý Tình trạng Khẩn cấp Liên bang Michael Brown trước tiểu ban Hạ viện trong ngày 29 tháng 9, dân biểu Stephen Buyer đã tra vấn tại sao trong tuyên bố tình trạng khẩn cấp của Tổng thống Bush vào ngày 27 lại không bao gồm các quận (hạt) duyên hải Orleans, Jefferson và Plaquemines. Trên thực tế tuyên bố không bao gồm bất kỳ quận ven biển Louisiana nào, trong khi các quận ven biển được tuyên bố cho vùng Mississippi và Alabama. Brown trần tình rằng đó là vì Thống đốc Louisiana Blanco đã không đưa các quận vào yêu cầu viện trợ ban đầu của bà, một quyết định khiến ông cảm thấy sốc. Sau khi lắng nghe, Blanco đưa ra bản sao chép bức thư của mình, trong đó trình bày rằng bà đã yêu cầu trợ giúp cho "tất cả các quận Đông Nam bao gồm thành phố New Orleans" cũng như tên của 14 quận đặc biệt được dự kiến sẽ hứng chịu tổn thất lớn; có Jefferson, Orleans và Plaquemines.

## Ảnh hưởng

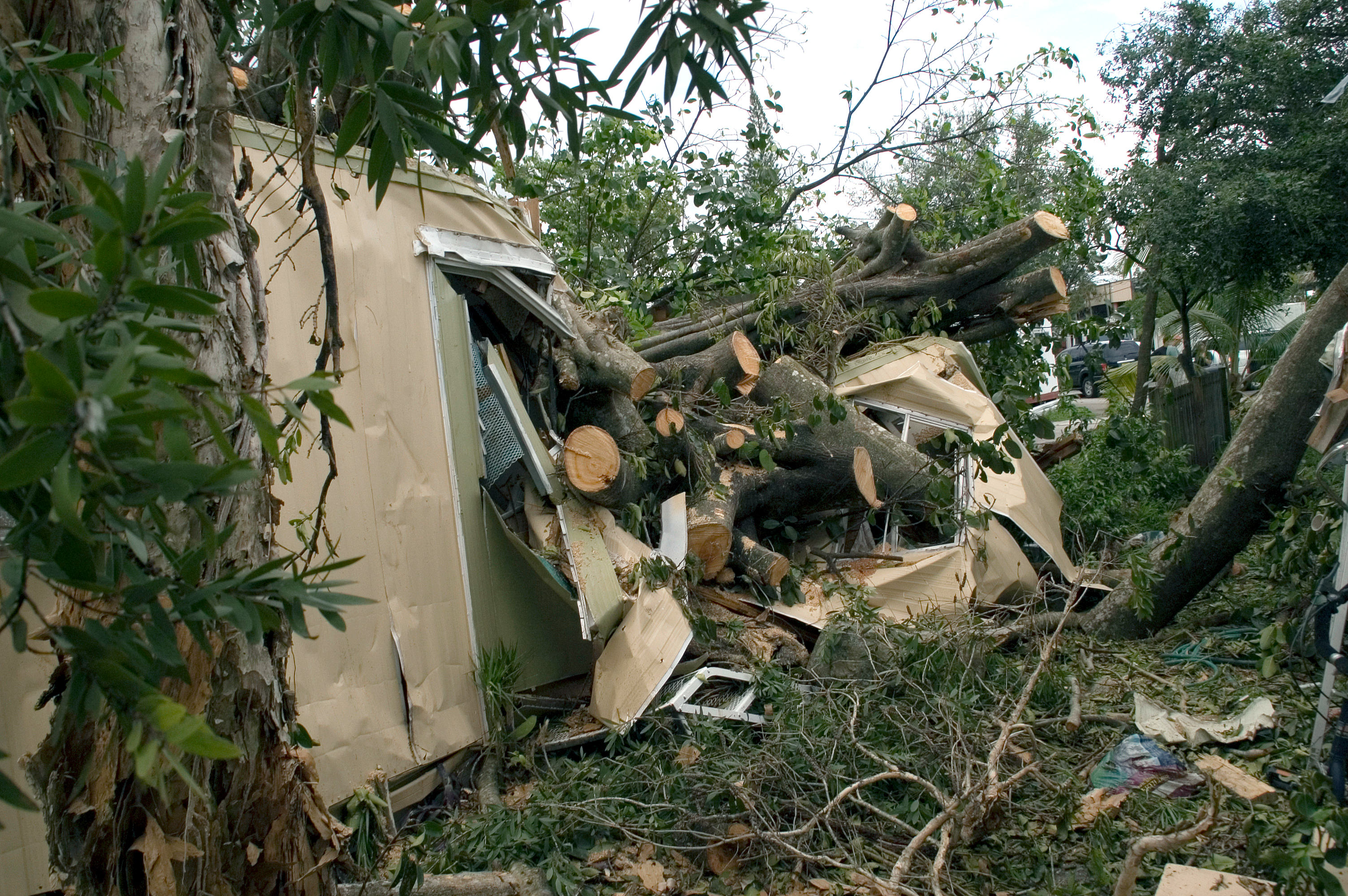
Nhà di động bị phá ở Davie, Florida do Katrina.

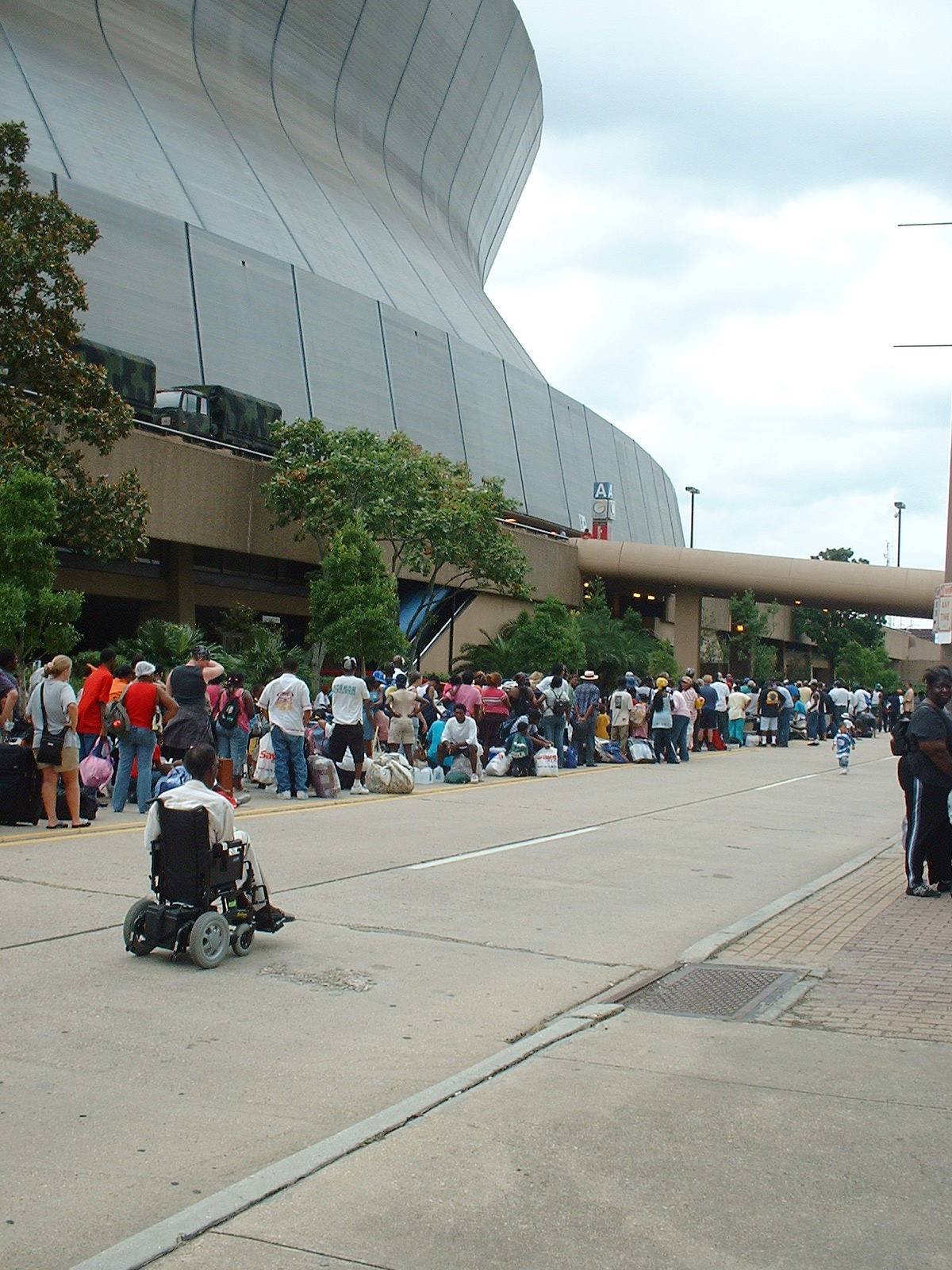
Những người không sơ tán kịp xếp hàng để vào sân vận động Superdome, "nơi trốn cuối cùng" cho dân New Orleans.

### Nam Florida
12 người bị thiệt mạng tại Nam Florida, bao gồm ba người ở Quận Broward, một ở Quận Miami-Dade, và bốn ở thành phố Miami. Hơn một triệu người bị cúp điện, và chi phí thiệt hại từ 1 đến 2 tỷ đô la Mỹ.

### Đông Nam Louisiana
Thành phố New Orleans phải ra lệnh sơ tán lần đầu tiên trong lịch sử, vì 70% diện tích của thành phố nằm dưới mực nước biển, và sóng cồn dự kiến đạt độ cao kỷ lục là 8 mét trên mức thủy triều thông thường. Thiết bị đo sóng trên biển ghi nhận sóng đạt đến 11 mét trước khi nó ngừng hoạt động. Các kế hoạch để giảm thảm họa đã hoạt động hết công suất tại những khu vực bị ảnh hưởng. Một số chuyên gia phỏng đoán khoảng một triệu người đã mất nhà vì bão tố. State Farm Insurance và những công ty bảo hiểm khác ước lượng chi phí thiệt hại bảo hiểm đã lên đến 25 tỷ đô la.
May mắn cho phần nhiều của New Orleans, cơn bão này không thảm họa đến độ như các nhà khí tượng học dự báo, tại vì bão Katrina quay phải vào đúng lúc và quanh mắt bão vượt qua New Orleans cách 16–24 km. Dù là các phóng viên cho rằng sóng bão vượt qua bờ đê, nó lên chậm và ổn định, cho nên phần nhiều của hệ thống bờ đê giữ thẳng, nhưng mà nhiều máy bơm nước bị cúp điện, và một đê của Hồ Pontchartrain bị bể, làm 80% của thành phố New Orleans lụt, có chỗ bị lụt gần 8 mét, nhất là vào vùng đông của thành phố.
Hai quận Jefferson và Plaquemines phải tuyên bố thiết quân luật.

### Các khu vực khác
Miền nam của tiểu bang Mississippi bị tàn phá kinh khủng. Hai thành phố Gulfport và Biloxi bị mưa và sóng lụt, và những sòng bạc trên nước đã bị mang khỏi nước biển và lên đất liền. Phần nhiều của những người bị thiệt mạng ở Biloxi.
Ở Mobile, Alabama, Vịnh Mobile đổ nước vào phố sâu 60–90 cm. Hơn 110.000 người bị cúp điện ở Alabama, và có người báo cáo có bão táp gần Brewton, Alabama. Miền tây của tiểu bang Georgia bị mưa lụt, gió thổi, và vài bão táp ở ba quận Polk, Heard, và Carroll.
Tại tiểu bang Tennessee, gần 75.000 người bị cúp điện vào hai khu vực Memphis và Nashville. Khu vực Hopkinsville đã bị mưa lụt dữ. Nhiều căn nhà bị lụt và một trường trung học bị sụp xuống một phần ở Quận Christian. Tại Quận Warren ở tiểu bang Ohio, Katrina có thể đã gây ra một lốc xoáy EF0  , làm gãy vài cây cối.

## Số người bị thiệt mạng
Bảng bên phải liệt kê số người bị thiệt mạng đã được xác nhận tại những khu vực bị ảnh hưởng. Tuy nhiên, số tử thương được ước lượng có thể nhiều hơn, nhất là ở New Orleans, nhưng các giới chức đã quan tâm đến việc cứu những người đang sống, thay vì đếm những người bị thiệt mạng. Vào ngày 31 tháng 8, thị trưởng New Orleans Ray Nagin cho rằng số người bị thiệt mạng do bão chắc tới hàng ngàn.

### Giảm thảm họa
- Tổ chức Chữ thập đỏ động viên kế hoạch giảm thảm họa lớn nhất Lưu trữ ngày 7 tháng 9 năm 2005 tại Wayback Machine từ trước đến giờ
- Bảng người mất Lưu trữ ngày 5 tháng 9 năm 2005 tại Wayback Machine

### Tin tức địa phương
- Tình trạng của nhiều đài TV miền Vịnh Lưu trữ ngày 13 tháng 9 năm 2005 tại Wayback Machine

Những cung cấp (stream) trên Internet chiếu tin tức từ những đài TV địa phương:
- WWL-TV 4 (CBS), New Orleans Lưu trữ ngày 4 tháng 3 năm 2016 tại Wayback Machine (WMV)
mms://beloint.wm.llnwd.net/beloint_wwltv
- WWL-TV 4 (CBS), New Orleans Lưu trữ ngày 3 tháng 3 năm 2016 tại Wayback Machine (WMV) – cung cấp thứ hai từ KHOU.com
mms://beloint.wm.llnwd.net/beloint_khou
- WDSU-TV 6 (NBC), New Orleans (WMV)
mms://a203.l1291238202.c12912.g.lm.akamaistream.net/D/203/12912/v0001/reflector:38841
- WAPT-TV 16 (ABC), Jackson, Mississippi (WMV)
mms://a844.l1291238843.c12912.g.lm.akamaistream.net/D/844/12912/v0001/reflector:38843
- Đài WLOX-TV 13 (ABC), Biloxi, Mississippi (WMV)
mms://a432.l1243132943.c12431.n.lm.akamaistream.net/D/432/12431/v0001/reflector:32943
- Đài WKRG-TV 5 (CBS), Mobile, Alabama (WMV)
mms://wmbcast.mgeneral.speedera.net/wmbcast.mgeneral/wmbcast_mgeneral_aug262005_1435_95518

Những địa chỉ bắt đầu với "mms:" liên kết thẳng đến cung cấp, được liệt kê ở đây để cho những người không dùng Microsoft Windows. Những người dùng Linux có thể sử dụng trình nhạc mplayer để coi những cung cấp này. Phần nhiều được Akamai truyền lại cho mọi người.

### Chính phủ
- Cục Bảo Đảm Quốc gia và Sự Sẵn Sàng Khẩn Cấp Louisiana Lưu trữ ngày 29 tháng 8 năm 2007 tại Wayback Machine
- Sở Điều Hành Khẩn Cấp Mississippi
- Tài liệu hiện giờ từ rađa của NWS tại New Orleans Lưu trữ ngày 1 tháng 10 năm 2005 tại Wayback Machine
- Thông tin về Đường sá Louisiana
- Đường đóng Lưu trữ ngày 27 tháng 8 năm 2005 tại Wayback Machine
- Chính phủ Quận St. Bernard Lưu trữ ngày 28 tháng 8 năm 2005 tại Wayback Machine